# إير تراكتور إيه تي-802
إير تراكتور إيه تي-802 (بالإنجليزية: Air Tractor AT-802) هي طائرة زراعية مصممة في الاصل لرش المحاصيل الزراعية، ويمكن أيضاً أن تستخدم لمكافحة الحرائق، وطورت للأستخدام العسكري. يتم تصنيعها من قبل شركة أير تراكتور الأمريكية المصنعة للطائرات الزراعية.

## المهمة
حمولتها التسليحية من القنابل وحاوية الصواريخ الحرة هناك إصدار عسكري يحمل اسم AT-802U ثنائية المقعد ثقيلة التدريع Heavily Armored ومزودة بمنظومات رصد واستشعار ومدعومة بقدرة حمل الذخيرة والاسلحة.
هذه النسخة تتخصص في مهام الاسناد الجوي القريب CAS Close Air Support ومكافحة التمرد COIN Counterinsurgency وهنا نعرفكم على طائرات مكافحة التمرد:
طائرات مكافحة التمرد COIN Aircraft هي نوعية من الطائرات المتخصصة ذات قدرة هجومية خفيفة Light Attack مصممة لمهام الاستطلاع المسلح Armed Reconnaissance والمرافقة الجوية للوحدات الارضية وتوفير الدعم للقوات الارضية في الاشتباكات ذات الكثافة الغير حادة Low-Intensity Engagements وعادة تكون ضد جماعات مسلحة ومليشيات وقوات غير نظامية أو منشقة ذات تسليح لا يزيد عن الرشاشات الثقيلة وقواذف الصواريخ المحمولة ذات العيار الصغير والغير موجهة كالآر بي جي مثلا أو أي راجمات صواريخ بدائية الصنع، هذه الطائرة يتم تجهيزها بمنظومة من المستشعرات الكهروبصرية EO Electro-optics والحرارية IR ومحدد بالليزر Laser Designator للاستطلاع وتوجيه الذخائر ومنظومة ملاحة واتصالات وشاشة رأسية شفافة HUD Head-up Display ويمكن أيضا تركيب منظومة تحذير ضد الصواريخ المطلقة MAWS Missile Approach Warning System من النوع AN/AAR-47 ومنظومة اطلاق الشعلات الحرارية والرقائق المعدنية المضللة للصواريخ من النوع AN/ALE-47 .

## التسليح

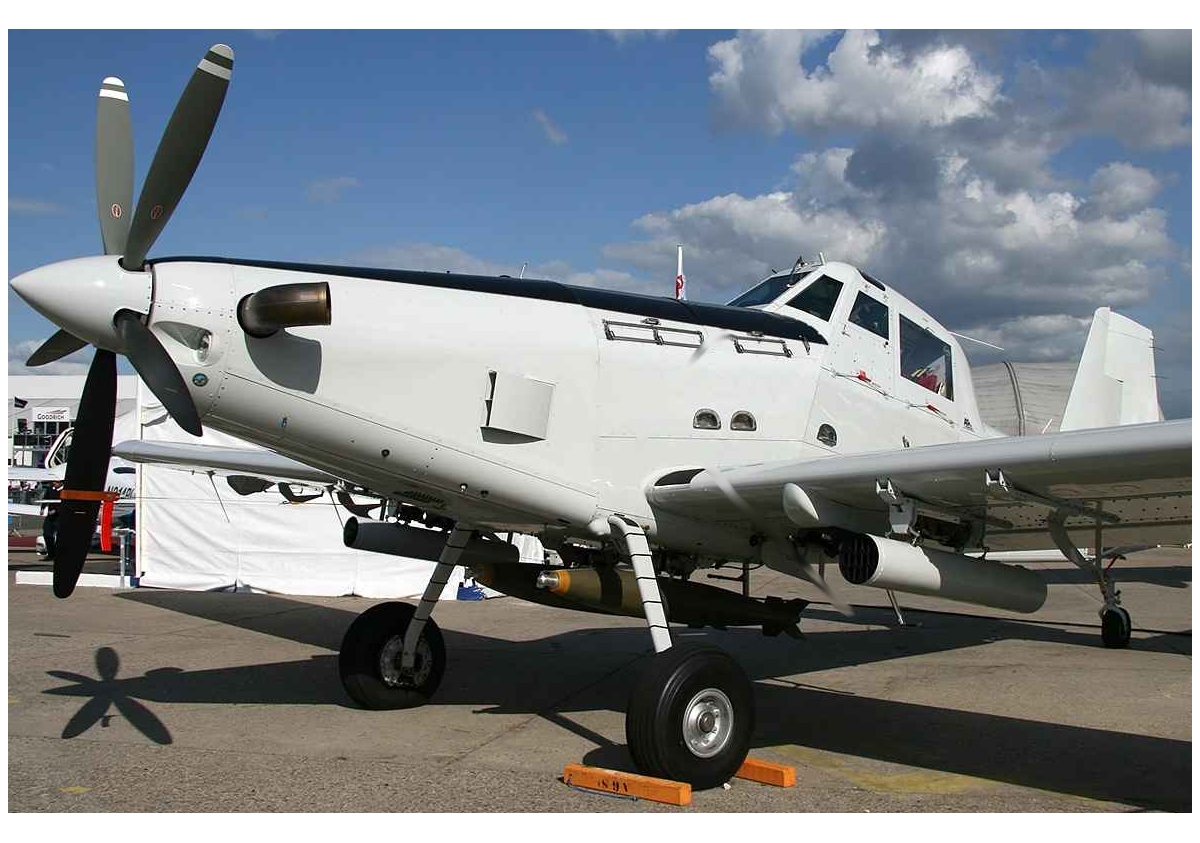
نموذج لطائرة إيه تي-802يو في معرض باريس الجوي

اما التسليح فالطائرة يمكنها حمل 4 طن من الذخيرة ومنظومات التهديف (متضمنة الوقود والتدريع المضاد للرصاص) على 9 نقاط تعليق اسفل الهيكل يمكن زيادتها إلى 15 نقطة ويمكن تسليحها بالاتي:
- صواريخ هيل فاير Hellfire المضادة للدبابات والموجهة بالليزر.
- قنابل حرة زنة 250 كلج / 500 كلج / 1 طن.
- قنابل ذكية موجهة بالليزر.
- مدافع GAU-19 ثلاثية السبطنات (مواسير) عيار 12.7 * 99 ملم ذات كثافة نيرانية تصل إلى 2000 طلقة/دقيقة.
- صواريخ هايدرا Hydra حرة التوجيه عيار 70 ملم أو اية أنواع أخرى.
- اشترت الإمارات 24 طائرة ومنحت 6 طائرات منها إلى الأردن (نسخة غير مسلحة) و 12 منحتها لمصر مؤخرا.

## الموديل
- «إيه تي-802» AT-802: مقعدين (جنبا إلى جنب) في قمرة القيادة.
- «إيه تي-802 أيه» AT-802A : مقعد واحد في قمرة القيادة.
- «إيه تي-802 يو» AT-802U : مقعدين (جنبا إلى جنب)، النسخة العسكرية المدرعة، مع تعديل أجهزة الاستشعار وعززت لنقل الأسلحة.[2]
- «إيه تي-802 إف» AT-802F أو «إيه تي-802 أيه أف» AT-802AF : مكافحة الحرائق الجوية.[3] تصميم وتطوير وتخدمها تروتر كونترولز.[4]
- فاير بوس - Fire Boss.

## الاستخدام

### مدني
تستخدم الطائرة للرش الجوي.

### عسكري - حكومي
- الأرجنتين: إطفاء الحرائق.
- البرازيل: إطفاء الحرائق.
- بوركينا فاسو

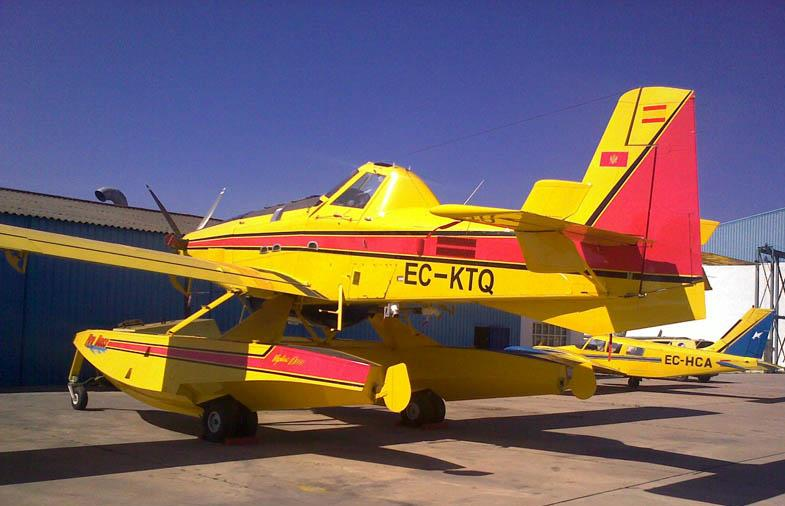
إير تراكتور ات تابعة لسلاح الجو مونتينيغرو

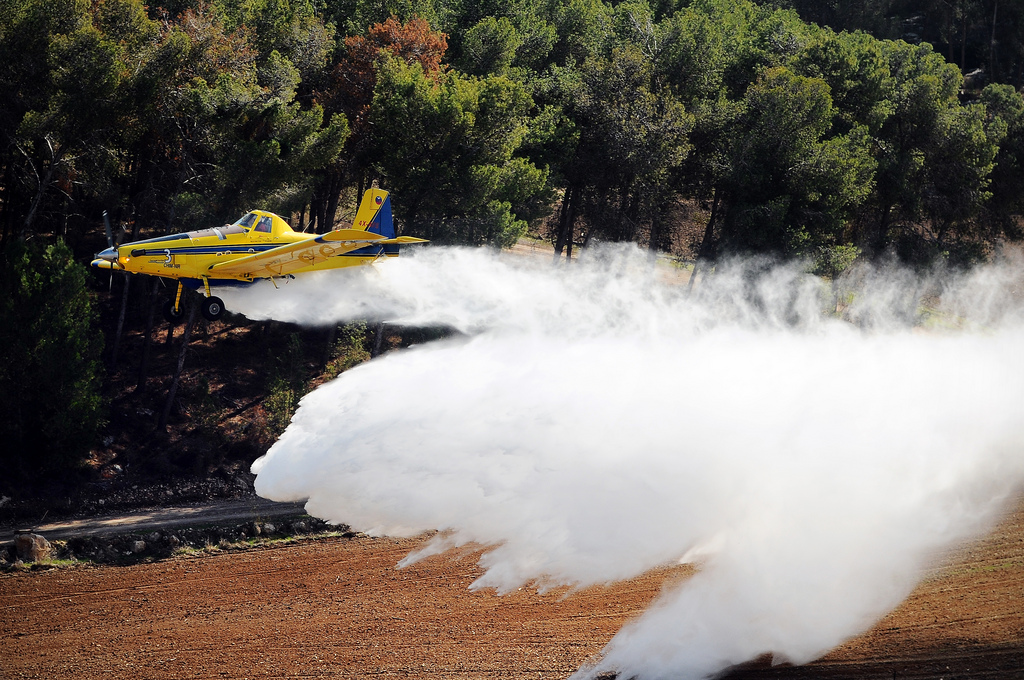
إير تراكتور ات-802 إسرائيلية

  -  القوات المسلحة لبوركينا فاسو  [الإنجليزية] 1 "AT-802" [5]

 كرواتيا
- - القوات الجوية الكرواتية 5 "AT-802A" لإطفاء الحرائق + 1 "AT-802F"
- غامبيا
  -  القوات المسلحة لغامبيا  [الإنجليزية][6]
- إسرائيل
  - القوات الجوية الإسرائيلية - 7 "AT-802F" (منها 2 لإطفاء الحرائق).[7]
- إيطاليا
  -  الدفاع المدني (إيطاليا)  [الإنجليزية] - 10 "AT -802A" إطفاء الحرائق
- مقدونيا
  - 3 "AT-802A" إطفاء الحرائق
- إسبانيا
  - وزارة البيئة - 3 "AT-802A" [8]
  - 15 "AT-802" و 14 "AT-802F" [9]
- الإمارات العربية المتحدة
  - القوات الجوية الإماراتية - 10 "AT-802 U" [10]

## مواصفات (AT-802)

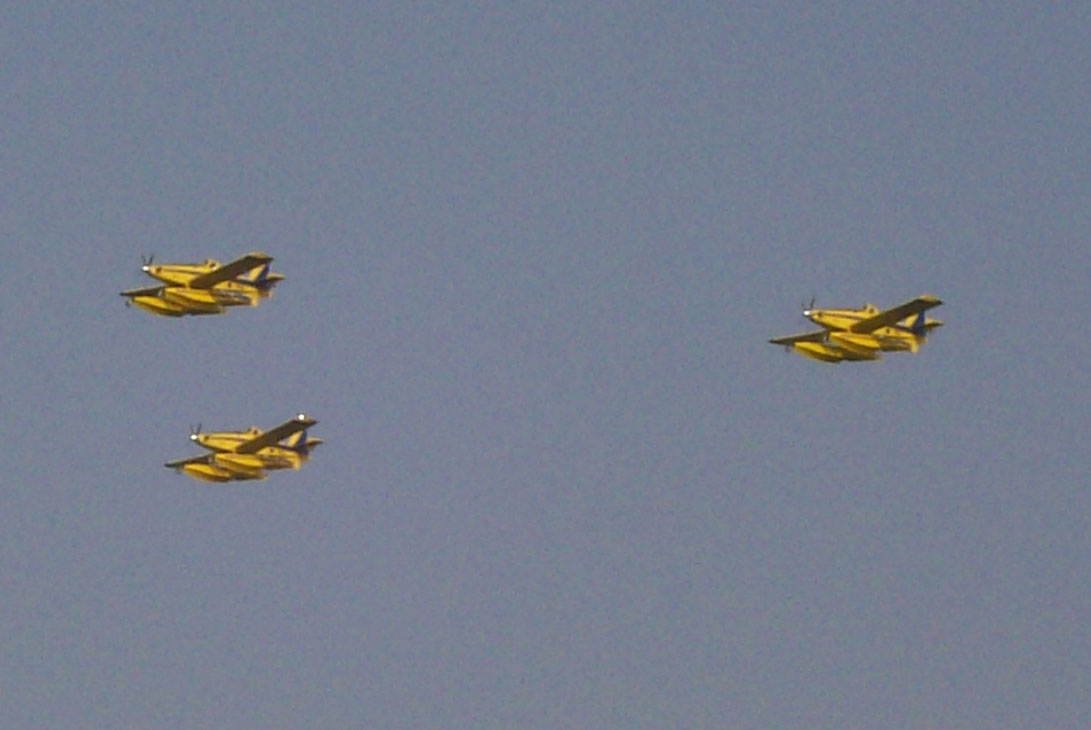
ثلاث طائرات AT-802F في كرواتيا.

مصدر البيانات: Jane's All The World's Aircraft 2003–2004
الخصائص العامة
- طاقم العمل: 2
- السعة: 820 غال أمريكي (3104 لتر) للمواد الكيميائية
- الطول: 35 قدم 11 إنش (10.95 م)
- طول الجناح: 59 قدم 3 إنش (18.06 م)
- الأرتفاع: 12 قدم 9 إنش (3.89 م)
- منطقة الجناح: 401.0 قدم2 (37.25 م2)
- نسبة العرض إلى الارتفاع: 8.8:1
- الوزن الفارغ: 6,505 رطل (2,951 كجم)
- الوزن الإجمالي: 16,000 رطل (7,257 كجم)
- المحرك: 1 × برات آند ويتني PT6A-67F التوربيني, 1,350 حصان (1,007 كيلو وات) لكل

الأداء
- سرعة الأنطلاق: 221 ميل/ساعة (356 كم/س)
- المدى: 800 ميل (1,289 كم)
- الحد الأقصى للخدمة: 25,000 قدم (7,620 م)
- معدل الصعود: 850 قدم / دقيقة (4.3 م/ث)

## وصلات خارجية
- http://www.airtractor.com/
- http://www.airtractoreurope.com/
- airliners.net
- http://802u.com/
- http://trottercontrols.com